# Sangue all'alba
Sangue all'alba (Whistle Stop) è un film noir del 1946 diretto da Léonide Moguy, tratto dal romanzo omonimo di Maritta Wolff, con protagonisti George Raft e Ava Gardner.

## Trama
Mary torna nel proprio villaggio natale dopo aver trascorso due anni in città. Nel villaggio la attende Kenny Veech, suo vecchio amore, che però vive da squattrinato senza lavoro, dedito al bere e al gioco. Lew Lentz, ricco proprietario di un night club, nutre anch'egli una vecchia passione per Mary e cerca di portarla via a Kenny, sfruttando il fascino del proprio denaro. Gitlo, barista di Lentz, propone a Kenny un piano per uccidere il rivale, ma il loro piano fallisce, anche per via dell'intervento di Mary. Lentz cerca dunque, pur fingendo di non provare rancore, di vendicarsi dei due. Alla resa dei conti Gitlo e Lentz si uccidono a vicenda, mentre Kenny riesce a salvarsi e può iniziare con Mary una nuova vita.